# روگولیچنی
روگولیچنی (به لاتین: Rogulichny) یک منطقهٔ مسکونی در روسیه است که در سرزمین آلتای واقع شده‌است.